# یواس‌اس لی (۱۷۷۵)
یواس‌اس لی (۱۷۷۵) (به انگلیسی: USS Lee (1775)) یک کشتی بود.